# 阿尔德亚尔塞尼奥尔
阿尔德亚尔塞尼奥尔，是西班牙卡斯蒂利亚-莱昂索里亚省的一个市镇。总面积9平方公里，总人口47人（2001年），人口密度5人/平方公里。